# Uma rajada repentina de vento (em homenagem a Hokusai)
Uma rajada repentina de vento (em homenagem a Hokusai) é uma fotografia colorida feita por Jeff Wall em 1993. A fotografia grande é uma versão retrabalhada da xilogravura Estação Yejiri, Província de Suruga (c. 1832), do artista japonês Katsushika Hokusai. A imagem é exposta em uma caixa de luz e tem as dimensões de 250 por 397 cm. Pertence à coleção da Tate Modern, de Londres.
Wall trabalhou nesta foto durante cinco meses. Envolveu quatro atores e foi filmado em uma paisagem próximo de Vancouver, British Columbia, quando as condições climáticas apropriadas estavam em vigor. Ele alterou e colou elementos da imagem digitalmente para o resultado final. Da esquerda para a direita, os personagens expressam diferentes reações à rajada de vento. A personagem feminina da esquerda ainda está em estado de choque, enquanto sua cabeça está escondida pelo lenço, soprado pelo vento, que espalhou sua folha de papel no centro do quadro. Dois homens seguram seus chapéus na cabeça, enfrentando a força do vento, enquanto um terceiro homem, entre eles, olha para o céu. Duas árvores finas no primeiro plano se curvam e soltam algumas folhas. A paisagem parece suburbana e apresenta campos castanhos e um canal, com pequenos barracos, uma fila de postes telegráficos, pilares de betão e outros sinais que evocam a agricultura industrial.